# Ligue des champions masculine de volley-ball 2008-2009
Navigation
Ligue des champions 2007-2008 Ligue des champions 2009-2010
La Ligue des champions de volley-ball masculin est la plus importante compétition de la saison 2008-2009 de volley-ball.

## Participants
Le nombre de participants est basé sur le classement des pays:
| Pos. | Pays      | Nombre d'équipes | Équipes ¹                                                                |
| ---- | --------- | ---------------- | ------------------------------------------------------------------------ |
| 1    | Italie    | 3                | Trentino Volley Lube Banca Marche Macerata Copra Nord Meccanica Piacenza |
| 2    | Russie    | 3                | Dynamo Moscow Zenit Kazan Iskra Odintsovo (w/c)                          |
| 3    | Grèce     | 2                | Iraklis Thessaloniki Panathinaikos                                       |
| 4    | Pologne   | 2                | Skra Bełchatów AZS Częstochowa                                           |
| 5    | Espagne   | 1                | Portol Palma Mallorca                                                    |
| 6    | France    | 2                | Paris Volley Beauvais Oise                                               |
| 7    | Belgique  | 2                | Knack Roeselare Noliko Maaseik                                           |
| 8    | Allemagne | 1                | VfB Friedrichshafen                                                      |
| 9    | Autriche  | 1                | Aon hotVolleys Vienne                                                    |
| 10   | Tchéquie  | 1                | Jihostroj České Budějovice                                               |
| 11   | Pays-Bas  | 1                | Piet Zoomers Apeldoorn                                                   |
| 12   | Turquie   | 1                | Fenerbahçe Istanbul                                                      |
| 13   | Slovénie  | 1                | ACH Volley Bled                                                          |
| 14   | Serbie    | 1                | Crvena Zvezda Belgrade                                                   |
| 21   | Bulgarie  | 1                | CSKA Sofia (w/c)                                                         |
| 25   | Portugal  | 1                | Vitória SC (w/c)                                                         |

¹ (w/c) correspond au wild-card octroyé

## Première phase
Les équipes sont réparties en six groupes de quatre. Les deux premiers de chaque groupe ainsi que les quatre meilleurs troisièmes sont qualifiés pour le tour suivant. Les deux moins bons troisièmes et les deux meilleurs quatrièmes sont reversés dans la Coupe de la CEV 2008-2009: il s'agit du Paris Volley, de Beauvais Oise, du Aon hotVolleys Vienne et du Panathinaikos Athènes.

### Groupe A
| # | Équipe               | Pts | J | G | P | Sp | Sc | Ratio | Pp  | Pc  | Ratio |  | Résultats (dom.\ext.) |     |     |     |     |
| - | -------------------- | --- | - | - | - | -- | -- | ----- | --- | --- | ----- |  | --------------------- | --- | --- | --- | --- |
| 1 | Iraklis Thessaloniki | 12  | 6 | 6 | 0 | 18 | 4  | 4.5   | 544 | 461 | 1.18  |  | Iraklis Thessaloniki  |     | 3-1 | 3-1 | 3-0 |
| 2 | AZS Czestochowa      | 9   | 6 | 3 | 3 | 12 | 10 | 1.2   | 496 | 475 | 1.044 |  | AZS Czestochowa       | 2-3 |     | 3-0 | 3-0 |
| 3 | Fenerbahçe Istanbul  | 9   | 6 | 3 | 3 | 10 | 12 | 0.833 | 476 | 513 | 0.928 |  | Fenerbahçe Istanbul   | 0-3 | 3-0 |     | 3-2 |
| 4 | CSKA Sofia           | 6   | 6 | 0 | 6 | 4  | 18 | 0.222 | 476 | 543 | 0.877 |  | CSKA Sofia            | 0-3 | 1-3 | 1-3 |     |

### Groupe B
| # | Équipe               | Pts | J | G | P | Sp | Sc | Ratio | Pp  | Pc  | Ratio |  | Résultats (dom.\ext.) |     |     |     |     |
| - | -------------------- | --- | - | - | - | -- | -- | ----- | --- | --- | ----- |  | --------------------- | --- | --- | --- | --- |
| 1 | Dynamo Moscou        | 12  | 6 | 6 | 0 | 18 | 5  | 3.6   | 550 | 470 | 1.17  |  | Dynamo Moscou         |     | 3-0 | 3-1 | 3-0 |
| 2 | Noliko Maaseik       | 9   | 6 | 3 | 3 | 11 | 10 | 1.1   | 478 | 450 | 1.062 |  | Noliko Maaseik        | 2-3 |     | 3-0 | 3-0 |
| 3 | Vitória de Guimarães | 9   | 6 | 3 | 3 | 11 | 11 | 1     | 492 | 506 | 0.972 |  | Vitória de Guimarães  | 1-3 | 3-0 |     | 3-2 |
| 4 | Ceske Budejovice     | 6   | 6 | 0 | 6 | 4  | 18 | 0.222 | 441 | 535 | 0.824 |  | Ceske Budejovice      | 1-3 | 1-3 | 0-3 |     |

### Groupe C
| # | Équipe                 | Pts | J | G | P | Sp | Sc | Ratio | Pp  | Pc  | Ratio |  | Résultats (dom.\ext.)  |     |     |     |     |
| - | ---------------------- | --- | - | - | - | -- | -- | ----- | --- | --- | ----- |  | ---------------------- | --- | --- | --- | --- |
| 1 | Lube Macerata          | 11  | 6 | 5 | 1 | 16 | 6  | 2.667 | 535 | 458 | 1.168 |  | Lube Macerata          |     | 3-1 | 3-0 | 3-1 |
| 2 | Knack Roeselare        | 10  | 6 | 4 | 2 | 13 | 7  | 1.857 | 467 | 453 | 1.031 |  | Knack Roeselare        | 3-1 |     | 3-0 | 3-0 |
| 3 | Pòrtol Majorque        | 9   | 6 | 3 | 3 | 9  | 10 | 0.9   | 427 | 437 | 0.977 |  | Pòrtol Majorque        | 0-3 | 3-0 |     | 3-1 |
| 4 | Crvena Zvezda Belgrade | 6   | 6 | 0 | 6 | 3  | 18 | 0.167 | 429 | 510 | 0.841 |  | Crvena Zvezda Belgrade | 1-3 | 0-3 | 0-3 |     |

### Groupe D
| # | Équipe           | Pts | J | G | P | Sp | Sc | Ratio | Pp  | Pc  | Ratio |  | Résultats (dom.\ext.) |     |     |     |     |
| - | ---------------- | --- | - | - | - | -- | -- | ----- | --- | --- | ----- |  | --------------------- | --- | --- | --- | --- |
| 1 | Copra Piacenza   | 11  | 6 | 5 | 1 | 17 | 9  | 1.889 | 619 | 548 | 1.13  |  | Copra Piacenza        |     | 3-1 | 3-1 | 3-1 |
| 2 | Zenit Kazan      | 10  | 6 | 4 | 2 | 14 | 9  | 1.556 | 529 | 503 | 1.052 |  | Zenit Kazan           | 3-2 |     | 3-0 | 3-1 |
| 3 | Paris Volley     | 8   | 6 | 2 | 4 | 10 | 13 | 0.769 | 523 | 545 | 0.96  |  | Paris Volley          | 1-3 | 3-1 |     | 3-0 |
| 4 | Dynamo Apeldoorn | 7   | 6 | 1 | 5 | 7  | 17 | 0.412 | 484 | 559 | 0.866 |  | Dynamo Apeldoorn      | 2-3 | 0-3 | 3-2 |     |

### Groupe E
| # | Équipe                | Pts | J | G | P | Sp | Sc | Ratio | Pp  | Pc  | Ratio |  | Résultats (dom.\ext.) |     |     |     |     |
| - | --------------------- | --- | - | - | - | -- | -- | ----- | --- | --- | ----- |  | --------------------- | --- | --- | --- | --- |
| 1 | Trentino Volley       | 12  | 6 | 6 | 0 | 18 | 3  | 6     | 510 | 411 | 1.241 |  | Trentino Volley       |     | 3-0 | 3-0 | 3-0 |
| 2 | ACH Volley Bled       | 9   | 6 | 3 | 3 | 10 | 12 | 0.833 | 489 | 497 | 0.984 |  | ACH Volley Bled       | 1-3 |     | 3-1 | 3-1 |
| 3 | Beauvais Oise         | 8   | 6 | 2 | 4 | 8  | 15 | 0.533 | 495 | 553 | 0.895 |  | Beauvais Oise         | 0-3 | 1-3 |     | 3-1 |
| 4 | Aon hotVolleys Vienne | 7   | 6 | 1 | 5 | 9  | 15 | 0.6   | 523 | 556 | 0.941 |  | Aon hotVolleys Vienne | 2-3 | 3-0 | 2-3 |     |

### Groupe F
| # | Équipe                | Pts | J | G | P | Sp | Sc | Ratio | Pp  | Pc  | Ratio |  | Résultats (dom.\ext.) |     |     |     |     |
| - | --------------------- | --- | - | - | - | -- | -- | ----- | --- | --- | ----- |  | --------------------- | --- | --- | --- | --- |
| 1 | Iskra Odintsovo       | 10  | 6 | 4 | 2 | 13 | 9  | 1.444 | 493 | 494 | 0.998 |  | Iskra Odintsovo       |     | 1-3 | 3-0 | 3-0 |
| 2 | VfB Friedrichshafen   | 9   | 6 | 3 | 3 | 13 | 10 | 1.3   | 533 | 503 | 1.06  |  | VfB Friedrichshafen   | 1-3 |     | 3-0 | 2-3 |
| 3 | Skra Bełchatów        | 9   | 6 | 3 | 3 | 9  | 10 | 0.9   | 424 | 436 | 0.972 |  | Skra Bełchatów        | 3-0 | 0-3 |     | 3-1 |
| 4 | Panathinaikos Athènes | 8   | 6 | 2 | 4 | 9  | 15 | 0.6   | 536 | 553 | 0.969 |  | Panathinaikos Athènes | 2-3 | 3-1 | 0-3 |     |

## Final Four
Le Final Four se disputera à Prague (République tchèque) du 4 au 5 avril 2009.
|  | Demi-finales                                     | Demi-finales                         |                        |   | Finale                                     | Finale                                     |
|  | Demi-finales                                     | Demi-finales                         |                        |   | Finale                                     | Finale                                     |
|  |                                                  |                                      |                        |   |                                            |                                            |
|  | Prague, 04.04.09 (21-25 19-25 23-25)             | Prague, 04.04.09 (21-25 19-25 23-25) |                        |   | Prague, 05.04.09 (25-12 21-25 26-24 25-22) | Prague, 05.04.09 (25-12 21-25 26-24 25-22) |
|  | Prague, 04.04.09 (21-25 19-25 23-25)             | Prague, 04.04.09 (21-25 19-25 23-25) |                        |   | Prague, 05.04.09 (25-12 21-25 26-24 25-22) | Prague, 05.04.09 (25-12 21-25 26-24 25-22) |
|  | Lube Banca Marche Macerata                       | 0                                    |                        |   | Prague, 05.04.09 (25-12 21-25 26-24 25-22) | Prague, 05.04.09 (25-12 21-25 26-24 25-22) |
|  | Lube Banca Marche Macerata                       | 0                                    |                        |   | Prague, 05.04.09 (25-12 21-25 26-24 25-22) | Prague, 05.04.09 (25-12 21-25 26-24 25-22) |
|  | Trentino Volley                                  | 3                                    |                        |   | Prague, 05.04.09 (25-12 21-25 26-24 25-22) | Prague, 05.04.09 (25-12 21-25 26-24 25-22) |
|  | Trentino Volley                                  | 3                                    | Trentino Volley        | 3 |                                            |                                            |
|  | Prague, 04.04.09 (25-19 22-25 23-25 23-25)       |                                      | Trentino Volley        | 3 |                                            |                                            |
|  |                                                  | Iraklis Thessaloniki                 | 1                      |   |                                            |                                            |
|  | Iskra Odintsovo                                  | Iraklis Thessaloniki                 | 1                      | 1 |                                            |                                            |
|  | Iskra Odintsovo                                  |                                      |                        | 1 |                                            |                                            |
|  | Iraklis Thessaloniki                             | 3                                    |                        |   |                                            |                                            |
|  | Iraklis Thessaloniki                             | 3                                    | Match pour la 3e place |   |                                            |                                            |
|  |                                                  |                                      |                        |   |                                            |                                            |
|  | Prague, 05.04.09 (23-25 23-25 30-28 25-21 15-17) |                                      |                        |   |                                            |                                            |
|  |                                                  |                                      |                        |   |                                            |                                            |
|  | Lube Banca Marche Macerata                       | 2                                    |                        |   |                                            |                                            |
|  | Lube Banca Marche Macerata                       | 2                                    |                        |   |                                            |                                            |
|  | Iskra Odintsovo                                  | 3                                    |                        |   |                                            |                                            |
|  | Iskra Odintsovo                                  | 3                                    |                        |   |                                            |                                            |

### Récompenses
- MVP :  Matej Kaziyski (Trentino Volley)
- Meilleur Réceptionneur :  Plamen Konstantinov (Iraklis Thessaloniki)
- Meilleur Serveur :  Emanuele Birarelli (Trentino Volley)
- Meilleur passeur :  Alexander Butko (Iskra Odintsovo)
- Meilleur Libero :  Alexey Verbov (Iskra Odintsovo)
- Meilleur central :  Michał Winiarski (Trentino Volley)
- Meilleur attaquant :  Martin Lebl (Lube Banca Marche Macerata)
- Meilleur marqueur :  Jochen Schöps (Iskra Odintsovo)